# Veronica rupicola
Veronica rupicola är en grobladsväxtart som beskrevs av Thomas Frederic Cheeseman. Veronica rupicola ingår i släktet veronikor, och familjen grobladsväxter. Inga underarter finns listade i Catalogue of Life.